# Matthew Festing
Fra' Matthew Festing (Northumberland, Engleska, 30. studenog 1949.), 79. je po redu veliki meštar Suverenog viteškog malteškog reda. 
Fra' Matthew Festing rođen je 1949. u Northumberlandu, živio je u Egiptu i Singapuru, diplomirao je povijest, a kao stručnjak za umjetnosti, dugo je profesionalno djelovao na tom području. Kraljica Elizabeta II. odlikovala ga je odličjem časnika Reda Britanskog Carstva, te postaje jedan od njezinih zastupnika u grofoviji Northumberland. 
U Suvereni viteški malteški red ušao je 1977., a zavjetovani vitez Reda postao je 1991. Godine 1993. izabran je za Velikog priora Engleske, prvog od 1815.
Dne 11. ožujka 2008. Fra' Matthew izabran je za Velikog meštra.